# Chiapas
Chiapas je jedna od 31 savezne države Meksika, nalazi se na jugoistoku zemlje. Graniči s Gvatemalom na istoku, Tihim oceanom na jugu. Na sjeveru graniči sa saveznom državom Tabasco, s državom Veracruz na sjeverozapadu, te državom Oaxaca na zapadu.
Chiapas ima površinu od 73.887 km². Prema popisu iz 2005. godine ima 4,293.459 stanovnika. Glavni grad ove savezne države je Tuxtla Gutiérrez.

## Općine
- Acacoyagua
- Acala
- Acapetahua
- Aldama
- Altamirano
- Amatán
- Amatenango de la Frontera
- Amatenango del Valle
- Angel Albino Corzo
- Arriaga
- Bejucal de Ocampo
- Bella Vista
- Benemérito de las Américas
- Berriozábal
- Bochil
- Cacahoatán
- Catazajá
- Chalchihuitán
- Chamula
- Chanal
- Chapultenango
- Chenalhó
- Chiapa de Corzo
- Chiapilla
- Chicoasén
- Chicomuselo
- Chilón
- Cintalapa
- Coapilla
- Comitán de Domínguez
- Copainalá
- El Bosque
- El Porvenir
- Escuintla
- Francisco León
- Frontera Comalapa
- Frontera Hidalgo
- Huehuetán
- Huitiupán
- Huixtán
- Huixtla
- Ixhuatán
- Ixtacomitán
- Ixtapa
- Ixtapangajoya
- Jiquipilas
- Jitotol
- Juárez
- La Concordia
- La Grandeza
- La Independencia
- La Libertad
- La Trinitaria
- Larráinzar
- Las Margaritas
- Las Rosas
- Mapastepec
- Maravilla Tenejapa
- Marqués de Comillas
- Mazapa de Madero
- Mazatán
- Metapa
- Mitontic
- Montecristo de Guerrero
- Motozintla
- Nicolás Ruíz
- Ocosingo
- Ocotepec
- Ocozocoautla de Espinosa
- Ostuacán
- Osumacinta
- Oxchuc
- Palenque
- Pantelhó
- Pantepec
- Pichucalco
- Pijijiapan
- Pueblo Nuevo Solistahuacán
- Rayón
- Reforma
- Sabanilla
- Salto de Agua
- San Andrés Duraznal
- San Cristóbal de las Casas
- San Fernando
- San Juan Cancuc
- San Lucas
- Santiago el Pinar
- Siltepec
- Simojovel
- Sitalá
- Socoltenango
- Solosuchiapa
- Soyaló
- Suchiapa
- Suchiate
- Sunuapa
- Tapachula
- Tapalapa
- Tapilula
- Tecpatán
- Tenejapa
- Teopisca
- Tila
- Tonalá
- Totolapa
- Tumbalá
- Tuxtla Chico
- Tuxtla Gutiérrez
- Tuzantán
- Tzimol
- Unión Juárez
- Venustiano Carranza
- Villa Comaltitlán
- Villa Corzo
- Villaflores
- Yajalón
- Zinacantán